# Aldtsjerk
Aldtsjerk (neerlandès Oudkerk) és una petita vila a la carretera entre Ljouwert i Dokkum. Forma part de Tytsjerksteradiel, Frísia, Països Baixos, i tenia al voltant de 615 habitants al gener de 2018.
Els límits municipals inclouen la Heemstra State, residència de la família aristocràtica Sminia. La principal carretera de la vila, van Sminiaweg és vora un kilòmetre de llarga i rep el nom de la família Sminia. També té una església del segle xvii.
Vora la vila també hi ha un petit estany, Aldtjserkster mar, punt important a l'Elfstedentocht.
Les seves festivitats anuals inclouen la Doarpsfeest, inclosa una desfilada a l'estiu.